# Sécheresse de 2020 à 2023 en Amérique du Nord
La sécheresse de 2020 à 2023 en Amérique du Nord s'est développée dans l'Ouest, le Midwest et le Nord-Est des États-Unis au cours de l'été 2020. En même temps, plus de 90 % de l'Utah, du Colorado, du Nevada et du Nouveau-Mexique connaissaient certains niveaux de sécheresse. Le Wyoming, l'Oregon et l'Arizona ont également connu des conditions de sécheresse.
Au cours de 2021, les conditions se sont améliorées dans le nord-est mais se sont aggravées dans l'ouest des États-Unis. En juin 2021, presque toute la région (97 %) [était] confrontée à des conditions anormalement sèches. La sécheresse a également touché une vaste région du Mexique en 2021, ainsi que les prairies canadiennes. Le phénomène a perduré dans l'ouest jusqu'au printemps 2023.

## Cause
Les conditions de sécheresse de 2020 ont été associées à un épisode La Niña modéré qui s'était développé dans l'océan Pacifique.

## Progression

### États-Unis

#### Ouest et Midwest
À l'automne 2020, la sécheresse dans les États de l'Ouest était la pire depuis la sécheresse de 2013. La sécheresse de 2020-2021 a été décrite par certains comme peut-être la pire sécheresse de l'histoire moderne pour l'ouest des États-Unis. À la fin du printemps 2021, les conditions sèches s'étaient étendues à presque tout l'État de Californie et au Nevada voisin.
Dans le Midwest, l'Iowa a reçu des pluies généralisées en septembre 2020 ce qui a amélioré les conditions dans l'Est de l'État,. Mais la moitié ouest de l'État a fait face à des problèmes de sécheresse graves à extrêmes qui se sont prolongés au-delà de 2020 et jusqu'en 2021. Cependant, fin avril et début mai 2021, le nord, le centre et le nord-est de l'Iowa étaient retombés dans des conditions sèches. À la mi-août 2021, les problèmes de sécheresse dans l'Iowa s'étaient aggravés. Certaines régions ont été touchées par des conditions extrêmes le 13 août. Les régions du nord-ouest et du centre-est de l'Iowa ont été particulièrement touchées par des conditions de sécheresse extrême à la mi-août,.
Les sécheresses de 2020 à 2022 ont également touché le Michigan, le sud du Wisconsin, la majeure partie du Dakota du Nord et le nord-ouest du Dakota du Sud. Le 12 août 2021, le Minnesota connaissait les pires périodes de sécheresse depuis celle de 1988 à 1990. Un peu plus de 7 % de l'État, en particulier, neuf comtés du nord-ouest connurent une sécheresse exceptionnelle, la première fois depuis 1988. Les conditions au Minnesota en 2021 sont comparables à la vague de chaleur nord-américaine de 1936.

#### Nord-est et Sud-est
Fin août/début septembre 2020, les conditions de sécheresse dans plusieurs régions des États-Unis s'étaient aggravées. Les États de la Nouvelle-Angleterre et New York ont également connu des conditions de sécheresse sévères à extrêmes. Les conditions sont revenus à la normale au début juin 2021.
En juin 2021, des conditions de sécheresse modérées s'étaient développées en Virginie, dans les Carolines et en Floride.

### Mexique
En avril 2021, le Mexique était confronté à l'une des sécheresses les plus répandues de son histoire, 85 % du pays connaissant des conditions de sécheresse. En mars/avril 2022, 30% du Mexique, en particulier le nord, avait encore des problèmes de sécheresse graves, critiques et majeurs.

### Canada
Au printemps 2021, une sécheresse extrême menaçait les Prairies canadiennes au Manitoba et en Saskatchewan, après un automne et un printemps anormalement secs.

## Voir également
- Sécheresse nord-américaine de 1988 à 1990
- Incendies de forêt aux États-Unis de 2020